# Brézins
Brézins é uma comuna francesa na região administrativa de Auvérnia-Ródano-Alpes, no departamento de Isère. Estende-se por uma área de 8,26 km². Em 2010 a comuna tinha 2 197 habitantes (densidade: 266 hab./km²).